# Charlot usuraio
Charlot usuraio (The Pawnshop), conosciuto anche come L'usuraio, L'astuto commesso e La bottega dell'usuraio, è un film prodotto, diretto e interpretato da Charlie Chaplin; fu proiettato la prima volta il 2 ottobre 1916.
Al fianco di Charlot compare per la prima volta Henry Bergman destinato a rimanere fedele compagno per i successivi trent'anni.

## Trama
Commesso al banco dei pegni, Charlot, occupa gran parte della sua giornata lavorativa azzuffandosi, senza esclusione di colpi, con l'altro commesso suo collega, bersaglio prediletto di scherzi e lazzi più o meno involontari; qualsiasi oggetto tra gli innumerevoli stipati nel retrobottega del negozio può improvvisamente diventare arma di offesa, ma ogni tanto bisogna pur lavorare, specialmente in presenza del padrone, e così la direttiva di pulire l'insegna del negozio può trasformarsi in ennesima occasione di conflitto quando, armeggiando con la scala, Charlot colpisce ripetutamente il collega atterrandolo più volte e non risparmiando neppure il poliziotto intervenuto richiamato dal trambusto e dal pericoloso ondeggiare di Charlot in cima alla scala, dalla quale naturalmente cadrà rovinosamente travolgendo il poliziotto.
Nel negozio entra, con fare circospetto, un elegante e corpulento cliente intenzionato all'acquisto di pietre preziose, l'usuraio lo fa accomodare nel retro per mostragli il campionario, affidando al commesso la cura del banco e di un altro cliente, dal nobile portamento, che pomposamente si mette a decantare il rango di appartenenza, sotto l'occhio sospettoso di Charlot, lasciando infine in pegno l'anello della casata. Giusto il tempo di fare il cascamorto con la bella figlia dell'usuraio, che in cucina sta preparando delle ciambelle che a fatica Charlot riuscirà a sollevare per portarsele alla bocca neanche fossero di piombo, quando una grassa signora lo richiama al dovere, chiedendo una valutazione per una sua importante proprietà, celata da un telo, che una volta scoperta si rivelerà essere un vaso con pesci rossi per la disperazione del padrone accorso per cacciarla e redarguire il commesso che stava per intraprenderne una surreale quanto improbabile valutazione.
È la volta di un povero diavolo che in pegno intende lasciare una sveglia: con fare professionale Charlot inizia a saggiarla e tastarla come farebbe un dottore, auscultandola con lo stetoscopio e battendo con le dita sul corpo metallico; con l'ausilio di un trapano e di un apriscatole ne apre il guscio, sotto lo sguardo esterrefatto del cliente, e comincia ad estrarne viti, molle, rotelle depositando il tutto sul banco; con l'apposita chiavetta, poi carica la sveglia e tutti i componenti si animano muovendosi e spostandosi sul piano di lavoro. Sempre con fare serio e professionale e sempre sotto lo sguardo attonito del povero cliente, Charlot raccoglie tutti i pezzi e li risistema a forza nel contenitore originale mettendo quelli che avanzano nel cappello del cliente. Poi si produce in un fermo diniego di esplicito disinteresse all'oggetto oramai inservibile e invita il disgraziato a togliere il disturbo.
Nel retrobottega l'affare delle pietre preziose pare volgere al termine quando, approfittando di un momentaneo allontanamento del titolare, quel losco figuro del cliente riuscirà ad impossessarsi dei beni custoditi nel caveau e, minacciando col revolver l'usuraio, la di lui figlia e il commesso rivale, si prepara alla fuga, ma all'appello manca Charlot che, per sfuggire alle ritorsioni del suo collega, si era nascosto dentro il baule posto proprio alle spalle del malfattore e da cui, armato di matterello, sorgerà colpendolo alla testa costringendolo alla resa per la gioia del principale e con la gratitudine della bella figliola.